# Колодежанское сельское поселение
Колодежанское се́льское поселе́ние — муниципальное образование в Подгоренском районе Воронежской области Российской Федерации.
Административный центр — село Колодежное.

## Население
| 2010 | 2012 | 2013 | 2014 | 2015 | 2016 | 2017 |
| ---- | ---- | ---- | ---- | ---- | ---- | ---- |
| 643  | ↘626 | ↘622 | ↘615 | ↘606 | ↘595 | ↘590 |
| 2018 |      |      |      |      |      |      |
| ↘585 |      |      |      |      |      |      |

## Состав сельского поселения
| № | Населённый пункт | Тип населённого пункта       | Население |
| - | ---------------- | ---------------------------- | --------- |
| 1 | Гарусёнок        | хутор                        | 0         |
| 2 | Колодежное       | село, административный центр | ↘643      |